# Lane Garrison
Lane Edward Garrison (* 23. Mai 1980 in Dallas, Texas, USA) ist ein US-amerikanischer Filmschauspieler.

## Leben

### Kindheit und Jugend
Lane Garrison wuchs in schwierigen Verhältnissen bei seiner Mutter in Richardson (Texas) auf, so dass er bereits mit 17 Jahren von zu Hause auszog. Er lebte knapp ein Jahr bei Joe Simpson, dem Vater der Popsängerinnen Ashlee und Jessica Simpson.
Während dieser Zeit schloss er 1998 die J.J. Pearce High School ab und zog danach nach Los Angeles mit der Ambition, es als Schauspieler zu versuchen. Tatsächlich schien dieses Vorhaben von Erfolg gekrönt zu sein, da ihm sein erster Job, ein Werbespot für einen Rucksack-Hersteller, 3.500 US-Dollar einbrachte.

### Karriere
1999 stand Garrison in dem Episodenfilm 4 Faces erstmals vor der Kamera. Nach einigen Nebenrollen erfolgte 2005 sein Durchbruch mit der Rolle des David „Tweener“ Apolskis in 14 Episoden der Actionserie Prison Break. Zuletzt war er 2007 für die ersten Minuten des Actionfilms Shooter als Mark Wahlbergs zu Beginn erschossener Freund Donnie verpflichtet worden.

### Verurteilungen
Im Mai 2007 wurde Garrison in Kalifornien vor einem Gericht angeklagt. Man warf ihm vor, unter Alkoholeinfluss am 2. Dezember 2006 seinen Land Rover gegen einen Baum gelenkt zu haben. Drei Schüler aus Beverly Hills im Alter zwischen 15 und 17 Jahren waren als Beifahrer mit im Auto, von denen der 17-jährige Vahagn Setian den Unfall nicht überlebte. Auch soll bei Garrison, so die Ermittler, Kokain im Blut nachgewiesen worden sein. Der Schauspieler hatte auf „schuldig“ plädiert und wurde daraufhin gegen eine Kaution von 100.000 US-Dollar wieder auf freien Fuß gesetzt – mit der Auflage, keinen Alkohol zu konsumieren. Außerdem wurde ihm der Führerschein entzogen.
Bei einer ersten Anhörung vor dem Bezirksgericht von Los Angeles County am 3. August 2007 ordnete Richter Elden S. Fox für Garrison eine neunzigtägige psychologische Untersuchung in einem Gefängnis an. Erst nach Vorliegen des Untersuchungsergebnis sollte eine Verurteilung erfolgen. Am 31. Oktober 2007 wurde Garrison zu einer Haftstrafe von 40 Monaten verurteilt. Zudem wurde der Schauspieler als Wiedergutmachung zur Zahlung einer Geldstrafe von 300.000 Dollar an die Familie Setian wie auch an die beiden überlebenden Unfallopfer verurteilt.
Garrison erntete Kritik vom Vater des Unfallopfers. Der Schauspieler soll kurz vor der Anhörung einen Werbespot abgedreht haben, mit dem er auf die Gefahr von Alkoholmissbrauch am Steuer aufmerksam machte. Karen Setian meinte hierzu, dass Garrison ein Schauspieler sei und auch als solcher handle. Durch diese Publicity, so Setian, sollte der Eindruck entstehen, dass es Garrison leid täte, um auf diese Weise eine Reduzierung des Strafmaßes zu erreichen.
Doch im Gegensatz zu anderen prominenten Tätern wie zum Beispiel Paris Hilton versprach Richter Fox, bei Lane Garrison keinen Prominenten-Bonus gelten zu lassen. Lane Garrison wurde am 20. November 2007 in der Richard J. Donovan Correctional Facility von San Diego inhaftiert, nachdem er seine Untersuchungshaft in der Twin Towers Facility in Los Angeles hatte verbüßen müssen. Wie Anfang August 2008 bekannt wurde, wurde Garrison innerhalb eines Jahres in acht verschiedene Haftanstalten verlegt und war zuletzt Insasse des Staatsgefängnis im kalifornischen Tehachapi, wo er ein Studium der Politikwissenschaft begonnen hatte.
Am 29. April 2009 wurde Garrison wegen guter Führung mit einer vierjährigen Bewährungszeit aus dem Gefängnis entlassen. Seit 2011 arbeitete Garrison wieder als Schauspieler.
Am 22. April 2012, sechs Tage vor dem Ende seiner Bewährungszeit, wurde Garrison in Beverly Hills erneut verhaftet. Er soll seine ehemalige Freundin, das Playmate Ashley Mattingly im Fahrstuhl ihrer Wohnung in North Palm Drive verletzt haben. Garrison plädierte im anschließend stattfindenden Verhör auf „nicht schuldig“. Dennoch entschied der Untersuchungsrichter, Garrison zu inhaftieren und setzte eine Kaution in Höhe von 50.000 US-Dollar fest. Am 11. Juli 2012 wurde der Prozess gegen ihn eröffnet. Ihm drohte eine weitere Gefängnisstrafe in Höhe von einem Jahr; hätte das Gericht festgestellt, dass Garrison seine Bewährungsauflagen verletzt hat, ein noch strengeres Urteil.
Er wurde zu einer zweimonatigen Gefängnisstrafe, einer Geldstrafe von 2.500 US-Dollar und der Teilnahme an Therapiesitzungen gegen häusliche Gewalt und Alkoholmissbrauch verurteilt.

## Filmografie (Auswahl)
- 1999: 4 Faces
- 2003: Kingpin (Fernsehsechsteiler, Folge 6 Gimme Shelter)
- 2004: Quality of Life
- 2005: Night Stalker (Fernsehserie, Folge 1x03 Three)
- 2005–2006: Prison Break (Fernsehserie, 14 Folgen)
- 2007: Shooter
- 2008: Crazy
- 2011: The Event (Fernsehserie, 3 Folgen)
- 2013: Bonnie & Clyde (Fernsehfilm)
- 2014: From Dusk Till Dawn: The Series (Fernsehserie, 2 Folgen)
- 2014: Camp X-Ray – Eine verbotene Liebe (Camp X-Ray)
- 2015: Better Call Saul (Fernsehserie, Folge 1x06 Five-O)
- 2016: Roots (Fernsehserie)
- 2021: 12 Mighty Orphans